# 佩里縣 (俄亥俄州)
佩里县（英語：Perry County）是位于美国俄亥俄州的县。根据2020年人口普查结果显示，该县共有35,408人。该县的县治及最大城市皆为新列克星敦。佩里县设立于1818年3月1日，由先前费尔菲尔德县、华盛顿县和马斯金格姆县的部分土地组成。该县得名于1812年战争英雄奥利弗·哈泽德·佩里。